# Aleksandropolis
Aleksandropolis (gr. Αλεξανδρούπολη, Aleksandrupoli; do 1920 używano głównie nazwy miasta Dedeagats, gr. Δεδέαγατς, tr. Dedeağaç) – miasto w Grecji, w administracji zdecentralizowanej Macedonia-Tracja, w regionie Macedonii Wschodniej i Tracji, siedziba administracyjna jednostki regionalnej Ewros i gminy Aleksandropolis. W 2011 roku liczyło 57 812 mieszkańców.

## Środowisko geograficzne i turystyka
Miasto rozpościera się na niewielkiej równinie otoczonej wzgórzami z lasem, ciągnącym się aż do bułgarskiej granicy, zawierającym sosny naprzemiennie z dużymi powierzchniami karłowatego dębu. Obecna turecka nazwa miasta „Dedeagat” w języku Traków oznaczała „miejsce pełne dębów”. W okolicach Aleksandropolis, zwłaszcza w pobliżu miejscowości Tichero, znajdowane są skamieliny dębów, o wieku 23,6–30,6 mln lat, leżące na ziemi pnie dużych rozmiarów. Fragment skamieniałego, grubego pnia umieszczono na skwerze w centrum miasta, przy Akademii Pedagogicznej, umieszczając w nim publiczny kran z wodą.
Miejscowi i turyści na ogół wykorzystują jedynie kilkanaście kilometrów niezbyt szerokich plaż, zagospodarowanej turystycznie, zachodniej części brzegu morza. Bezpośrednio na wschód od miasta, z deltą Evros włącznie, rozciągają się unikatowe w skali kontynentu, rozległe, puste i dzikie plaże i liczne mielizny – rezerwaty ptasiej przyrody, na tym odcinku dostępne także dla rekreacji.
W odległym o 8 km na wschód od Aleksandropolis dawnym, rzymskim Trajanopolis, podobnie jak w czasach bizantyńskich i tureckich, mieści się obecnie ośrodek balneoterapii. Korzysta z niego głównie ludność miejscowa, co sprzyja umiarkowanym cenom. Prócz zabiegów leczniczych kuracjusze mogą realizować spacery i dalsze wycieczki do położonej w bezpośrednim sąsiedztwie delty rzeki Ewros, porośniętej bujną roślinnością, z obfitością lokalnego i wędrownego ptactwa. Dostrzec można zarówno wiele polskich gatunków, migrujących tędy do Afryki i z Afryki, jak i grupy flamingów, także na plażach i w pobliskich rowach melioracyjnych. Organizowana jest wardkada, czyli spływ łodziami motorowymi i pontonami (łódź, to po grecku warka), z przewodnikiem, od miejscowości Feres, aż do Morza Egejskiego. W centrum Feres dobrze zachował się duży, bizantyjski kościół Panagia Kosmosotira, z wyróżniającymi go, oryginalnymi freskami i zdobnictwem kamiennym, wybudowany w latach 1151–1152, fragmenty bizantyńskich murów obronnych, przęsła lokalnych akweduktów, a w okolicach wielkie, XIX-wieczne wiatraki.
Z bogactwem przyrodniczym delty Ewros (Maritsa) zapoznają Centra Informacyjne Delty w Trajanupoli i w Feres. Na północ od delty rozciągają się lasy Dadia. Oba obszary – delta Ewros oraz lasy Dadia – należą do unikatów przyrodniczych, objętych konwencją ochrony ptasiej przyrody z Ramsar. Lasy Dadia słyną ze spotykanych tu 36 spośród łącznie 38 europejskich gatunków ptactwa drapieżnego (obecnych także w delcie). Stanowiska do obserwacji ptaków wyposażono w sprzęt optyczny oraz liczne plansze informacyjne. Dowóz z Dadia do rezerwatów organizowany jest leśnymi mikrobusami. Centrum Informacyjne Dadia prezentuje wystawy z fotografiami, plastycznymi makietami geofizycznymi i licznymi filmami przyrodniczymi na DVD. W drodze do Dadia leży miasteczko Sufli, słynne z produkcji najwyższej jakości jedwabiu. Produkcja jedwabiu znana jest w Grecji od co najmniej IV w. p.n.e. W przeszłości jego produkcja należała do ścisłych tajemnic państwowych, a bizantyńscy Grecy sprzedawali Europie swój produkt na równi z jedwabiem chińskim i wyłącznie jako oryginalny wyrób chiński. Funkcjonują tu 4 muzea, w tym trzy dotyczące jedwabnictwa i działają liczne sklepy firm rękodzieła jedwabniczego.
Miasteczko Didimoticho, położone jest nieco na północ od Dadia i Sufli. Jego nazwa oznacza „bliźniaczy mur”, gdyż otoczone było niegdyś podwójnym murem obronnym. Obecne linie tych umocnień, pochodzą z XIII wieku. Istniejące odkrywki archeologiczne wskazują na osadnictwo od epoki neolitu, sprzed około 5100 lat. W niedalekim, otoczonym szczególnie grubymi i wysokimi murami zamku Pytio, nad rzeką Ewros, cesarze bizantyńscy z dala od niepokojów stolicy przechowywali cesarski skarbiec.
Ze wzgórza w Makri, położonego o 10 km na zachód od centrum Aleksandropolis, roztacza się widok na gaje oliwne, równinę, morze i górzystą wyspę Samotrakę. W zboczu wzgórza leży grota ze śladami osadnictwa sięgającego neolitu. W opinii miejscowej ludności jest to grota Cyklopa, oślepionego niegdyś przez mitycznego żeglarza – Odyseusza. Na wzgórzu istniało też rzymskie miasto. Atrium każdego z domostw zdobiło drzewo oliwne. Po domostwach nie pozostał ślad na powierzchni ziemi, jednak owe drzewa o szczególnie grubych i splątanych pniach wciąż tu rosną w równych odstępach, wśród kwietnych zimą i wiosną łąk.
Na zachód od Makri położone są ruiny starożytnej Mesimwrii, założonej w VII w. p.n.e. przez mieszkańców Samotraki. Ogrodzony teren wykopalisk o statusie muzeum, tzw. Mesimvria Zone, dotyczy zwartego obszaru miejskiego z częściowo odsłoniętą, dobrze zachowaną siatką ulic i fragmentami muru obronnego od strony portu. Większa część domniemanego terenu miasta i pobliskich, również starożytnych, osiedli pozostaje nieprzebadana. Od zachodu starożytna Mesimwria graniczyła z rozległym i znacznie starszym od niej miastem Maronia (Μαρώνεια) z budowlami m.in. z okresu mykeńskiego – dokąd od strony Mesimwrii prowadzi jednak jedynie trudno dostępna droga terenowa. Dogodny dla aut dojazd wiedzie od drugiej strony gór. W tymże kierunku, o 5,5 km za Mesimwrią, odsłonięto fragmenty rzymskiej drogi Via Egnatia. Identycznie zwało się po grecku także inne miasto Mesembria, położone nad Morzem Czarnym i jest to obecny Nesebyr.
Na przedmieściu Aleksandropolis, w kierunku północnym, położony jest średniowieczny zamek rycerski, w Avantas, w stanie dziko zarośniętej, wysokiej ruiny. O 2 km dalej, w sąsiedztwie dawnego przystanku kolejowego „Aghi Theodori”, w wąwozie i przy tym za ścianą bujnej roślinności kryją się chrześcijańskie świątynie, bizantyńskie i późniejsze, położone w grotach i wydrążone w skale.
Wszystkie opisane powyżej miejscowości leżą w zasięgu krótkich wycieczek samochodowych z Aleksandropolis.

## Historia
Istotne ślady osadnictwa od okresu neolitu (Makri). Następnie, w pobliżu obecnego miasta, istniały miasta współczesne okresowi mykeńskiemu (Maronia), Grecji klasycznej (Maronia, Mesimwria), okresowi rzymskiemu (Makri, Trajanupolis) i Bizancjum (Trajanupolis i leżący już na granicy obecnego miasta Awantas). O Dedeagat uważa się, że pozostawało wtedy osadą rybacką i małą miejscowością rzemieślniczo-handlową.
Zapowiedź powstania nowożytnego miasta stanowiło przysunięcie w 1850, akurat w tym miejscu, bezpośrednio na brzeg morza, bocznicy strategicznej linii kolejowej łączącej Saloniki z Konstantynopolem (obecny Stambuł) – na pozostałych odcinkach osłoniętej od morza pasmem wzgórz lub ukrytej w głębi równin. W 1878 liczące ok. 2 tysiące mieszkańców Dedeagat traktatem z Ajos Stefanos (1878 r.), na 8 lat dostało się pod panowanie rosyjskie. W 1877–78 oficerowie inżynierii kwaterujących tam oddziałów rosyjskich, gościnnie podejmowanych przez miejscowych Greków i Bułgarów, przygotowali szczegółowe plany nowoczesnego ośrodka miejskiego, przewidzianego dla 50 tysięcy mieszkańców. Miasto weszło następnie w skład Bułgarii, by po kolejnych konfliktach zbrojnych, w 1920 znaleźć się w granicach Grecji.
Nazwa „Aleksandropolis”, jako obowiązująca od 1920, oficjalnie wiązana jest z greckim królem Aleksandrem. Jednak znana była i dawniej, a część Greków postrzega ją jako pochodzącą jeszcze z czasów Aleksandra Wielkiego (Macedońskiego), który miał zatrzymać się tu ze swym wojskiem. Pomimo tego w 1878 przekonywano rosyjskich oficerów, że patronem projektowanego ośrodka ma być Aleksander I Romanow. Owocem ich pracy prócz wytyczenia funkcjonalnego planu przyszłego miasta było także kilka prawosławnych cerkwi. Należy do nich kościół metropolitalny w Aleksandropolis, jak i wyróżniający się elegancją i ówcześnie nowatorską technicznie ażurową betonową konstrukcją dzwonnic kościółek w miejscowości Lutros tuż przy ruinach antycznego Trajanopolis, w aktualnie czynnym uzdrowisku Lutra Trajanupolis.
W trakcie II wojny światowej Bułgaria inkorporowała tę część Tracji, gdy tuż za wschodnimi rogatkami miasta zaczynały się tereny okupowane bezpośrednio przez III Rzeszę. W okolicznych lasach i miejscowościach operowały wtedy duże zgrupowania partyzantów ELAS, często przecinając linie komunikacyjne do sąsiednich Turcji i Bułgarii. Po wojnie grupa partyzantów z tych oddziałów trafiła następnie do Polski, gdzie osiedlili się jako wychodźcy polityczni. Ich potomkowie do dziś zamieszkują w Polsce, a także w Aleksandropolis i jego okolicach.
Niemal całość współczesnego, nowoczesnego ośrodka miejskiego wybudowana została w latach 1967–2008, ale ze spożytkowaniem o cały wiek wcześniejszych planów rosyjskich.

## Gospodarka
W okręgu dobrze rozwinięte jest przetwórstwo spożywcze. Prócz niego, lokalna strefa przemysłowa gości zakłady o lokalnym znaczeniu. Rozważano przyciągnięcie do Aleksandropolis dużej, międzynarodowej inwestycji rafinerii ropy naftowej, toteż projekty zagospodarowania przestrzennego tworzono są dla ośrodka, mieszczącego docelowo 200 tysięcy mieszkańców. Następnie jednak nie zrealizowano zawartego już porozumienia o budowie rurociągu ropy naftowej z Rosji do Bułgarii i Grecji, odcinek Burgas-Aleksandropolis. Ułożono i uruchomiono rosyjsko-włoski gazociąg z Azji, przez Turcję, Grecję, do Włoch, z węzłem w Aleksandropolis. Eksploatacja rud metali, w tym złota, napotyka na obiekcje związane z istnieniem bardzo czystego, w tej części Tracji, środowiska naturalnego. W maju 2016 r. w lokalizacji 15 km w kierunku zachodnim od centrum miasta, rozpoczęto budowę greckiego odcinka gazociągu TAP i ogłoszono zawarcie grecko-bułgarskiej umowy o budowie w Aleksandropolis terminalu LNG. Planowana wstępnie zdolność przeładunkowa 5,5, a następnie ok. 7,5 mld m.szesc. (maksymalnie 22,7 mln m.szesc. dziennie) okazała się niewystarczająca, wobec sygnalizowanych rezerwacji, już w początkach roku 2019 przekraczających 12,2 mld m.szesc. Potencjalnie niebezpieczne moduły zrealizowane zostaną na Morzu Trackim, w odległości 10 km od brzegu.

## Transport
Port morski został modernizowany w bieżącym wieku. Lotnisko cywilne „Dimokritos” zmodernizowano w 2009. Nowa część portu morskiego składa się z nabrzeża przeładunkowego dla ładunków skonteneryzowanych i ro-ro oraz z nabrzeża promowego, łączącego ruch drogowy kontynentu z nieodległą i zwykle doskonale widoczną, górzystą, historyczną wyspą Samotraką. W ograniczonym zakresie wykorzystywana jest zmodernizowana w bieżącym wieku linia kolejowa z Salonik do Stambułu i do Bułgarii. Podróżujący do Aten, na całości lub części trasy korzystać mogą z pociągu „Intercity”. Podobnie jak w całej Grecji, bardzo dobrze rozwinięta jest zbiorowa komunikacja autobusowa. Do miasta wiodą cztery zjazdy z autostrady „Egnatia Odos”, łączącej pobliską wschodnią granicę państwa z portem Igumenitsa nad Morzem Jońskim. Nazwa autostrady wywodzi się z tradycji rzymskiej oraz bizantyńskiej drogi „Via Egnatia” (czyli „przez Saloniki”), łączącej niegdyś Konstantynopol z miastami Italii.

## Oświata, nauka, kultura
Działają tu Wydział Pedagogiczny i Wydział Lekarski Uniwersytetu Tracji im. Demokryta z Abdery i nowoczesny szpital uniwersytecki, według miejscowych największy na Bałkanach. Istnieje międzynarodowe, pięciogwiazdkowe centrum konferencyjne. Lokalne, społeczne organizacje kulturalne w organizacji imprez wspomagane są przez miejscowy ośrodek telewizji publicznej.

## Zróżnicowanie etniczne
Dominują Grecy, jednak liczna jest też grupa autochtonicznej (plemiennej) ludności tureckiej, pomackiej i cygańskiej (greckiej oraz niegreckiej). Także sama ludność greckojęzyczna jest mieszanką grupy lokalnej, grup przybyłych tu z innych miejsc Grecji oraz licznej grupy pontyjskiej i rosyjsko-pontyjskiej. Tradycyjnie dla Zachodniej Tracji, ludy te koegzystują w zgodnym sąsiedztwie, a jedynym elementem ściśle wykazywanym statystycznie jest wyznanie. Lokalne programy RTV wspierają kultury grecką, pomacką, lokalną turecką i grecko-pontyjską. W wiejskich okolicach miasta, sporo śladów architektonicznych pozostawiła ludność bułgarska, w latach 1923–1930 stopniowo przesiedlona do Bułgarii w ramach wymian ludności nadzorowanych przez Ligę Narodów. Zachowały się obiekty sakralne, gdy mieszkalne i gospodarcze wyburzono, jako nisko wytrzymałe sejsmicznie.

## Sport
- Ethnikos Aleksandropolis – klub siatkarski

## Miasta partnerskie
- Burgas, Bułgaria
- Chaskowo, Bułgaria